# Adlersruhe
Adlersruhe är en bergstopp i Österrike.   Den ligger i distriktet Lienz och förbundslandet Tyrolen, i den centrala delen av landet. Toppen på Adlersruhe är 3 451 meter över havet. Bredvid toppen finns en fjällstuga (Erzherzog-Johann-Hütte).
Den högsta punkten i närheten är Großglockner, 3 798 meter över havet, norr om Adlersruhe.
Trakten runt Adlersruhe består i huvudsak av kala bergstoppar, glaciärar och alpin tundra.